# Гипервитаминоз
Гѝпервитамино́з — острое расстройство в результате интоксикации сверхвысокой дозой одного или нескольких витаминов (содержащихся в пище или витаминосодержащих препаратах).
Чаще всего гипервитаминозы вызываются приёмом быстро повышенных доз витаминов А и D.
Лечение проводится отменой приёма витаминов, обильным питьём (форсированный диурез), антидотами.

## Типы
Различают 2 типа гипервитаминоза:
- Острый гипервитаминоз — возникает в случае единовременного приёма большого количества витаминов определённой группы или нескольких групп. По симптоматике схож с острым отравлением.
- Хронический гипервитаминоз — развивается при регулярном приёме в пищу определённого витамина в дозе, превышающей норму. Симптомы этой разновидности менее остры.

Основной причиной гипервитаминоза является превышение рекомендованной дозы медикаментов, а также БАД, содержащих этот витамин. Также вероятность возникновения гипервитаминоза возможна в случае приёма дополнительных витаминов, в сочетании с употреблением продуктов и так богатых этим витамином.

## Симптомы
В зависимости от типа витамина, приведшего к гипервитаминозу, различается симптоматика явления.

### Гипервитаминоз витамина А
Избыточное количество данного витамина в организме способно вызвать достаточно бурную реакцию. При этом типе гипервитаминоза наблюдается:
- кожные высыпания, шелушение кожи
- зуд
- повышенная возбудимость
- выпадение волос
- головная боль
- тошнота и рвота
- боль в суставах
- лихорадка

Избыток витамина А вызывает резкое повышение холестерина в крови, а также нарушает работу почек и мочевыделительной системы.
Избыток этого витамина можно получить как при приёме витаминных препаратов, так и длительно употребляя печень животных, большое количество потрохов морских обитателей, морскую рыбу.

### Гипервитаминоз витамина группы B
Интоксикация обнаружена при приёме витаминов: В6, В5, В9, B12. Симптомы передозировки:
- головная боль
- возбуждение и бессонница
- тошнота
- учащение сердечного ритма

Также большая доза В6 может стать причиной нарушения координации движений, а избыток В5 может привести к обезвоживанию организма.

### Гипервитаминоз витамина C
Обычно переизбыток этого витамина выводится из организма через мочу, однако при длительном переизбытке данного витамина вероятны следующие симптомы:
- покраснение кожи
- кожный зуд
- раздражение мочевого тракта
- головная боль
- головокружение
- повышенный биосинтез кортикостероидных гормонов

Избыток данного витамина приводит также к уменьшению свёртываемости крови, повышению давления и нарушениям обмена веществ.

### Гипервитаминоз витамина D
Витамин D в больших количествах токсичен. Симптоматикой отравления этим веществом являются:
- головная боль
- слабость
- потеря аппетита
- боли в суставах
- тошнота и рвота
- спазмы в животе, расстройство пищеварения, запоры

Хронический гипервитаминоз этим витамином приводит к появлению остеопороза, а также к отложению кальция в почках, сердце, лёгких, стенках сосудов.

### Гипервитаминоз витамина E
Избыток витамина E провоцирует следующие симптомы:
- головная боль
- повышенная утомляемость
- расстройство работы желудочно-кишечного тракта

Переизбыток витамина приводит к хрупкости костей, а также блокирует усвоение других витаминов.
Избыток данного витамина наступает в основном вследствие ненормированного приёма медикаментозных средств, а также БАД.

## Лечение

### Профилактика
- Уменьшение количества потребляемых витаминов снижает риск интоксикации.
- Желательно консультации врачей при добавлении витаминных комплексов.
- Добавки, содержащие витамин D, следует принимать по назначению врача, контролируя при этом уровень кальция в плазме.
- Употребление витаминных комплексов только по дозировке и программе приёма, составленного профессиональным диетологом.